# Oenothera longituba
Oenothera longituba är en dunörtsväxtart som beskrevs av W. Dietrich. Oenothera longituba ingår i släktet nattljussläktet, och familjen dunörtsväxter. Inga underarter finns listade i Catalogue of Life.